# РВД-8
Авион РВД-8 (пољ. RWD-8) је пољски школски авион који се по лиценци правио у југословенској фабрици авиона Рогожарски из Београда.

## Пројектовање и развој
Група конструктора авиона пољске фабрике авиона ДВЛ (пољ. DWL(Doswiadczalne Warsztaty Lotnicze)) из Варшаве у саставу Станислав Рогалски (пољ. Stanislaw Rogalski), Станислав Вигура (пољ. Stanislaw Wigura) и Јержи Држевиецки (пољ. Jerzy Derzewiecki), која је заједнички радила од 1927. године а авионе ове групе конструктора означавала се скраченицом РВД од почетних слова њихових презимена (РВД тј. RWD), На конкурсу војног ваздухопловства Пољске за школски авион намењен основној обуци војних пилота, ова група је победила са својим пројектом двоседи висококрилац РВД-8. Прототип је полетео 1933.
Авион је био висококрилни једнокрилац са једним мотором, дрвеном двокраком елисом, са два члана посаде пилот и инструктор. Авион је био опремљен ваздухом хлађени линијски мотор Валтер Јуниор 4 снаге 110 KS. Авион је претежно дрвене конструкције, труп неправилног правоугаоног попречног пресека је у целости израђен од дрвета обложен шпером а крила су носећа конструкција од дрвета обложена платном, са заобљеним крајевима. Са сваке стране, крила су подупрта са по једном косом троугластом упорница које су се ослањале на труп авиона у једној тачки а друге две ослоне тачке су била на крилу. Носач мотора као и облога мотора су били од метала. Стајни трап је био фиксан потпуно направљен од металних профила.

## Оперативно коришћење
Пољска фабрика ДВЛ је од 1934 до 1938. године произвела укупно 270 примерака РВД-8 авиона. Тај авион је био најмасовнији школски авион Пољског ваздухопловства. Од 1936. године производи се варијанта опремљена за инструментално „слепо“ летење. Варијанта за падобранске скокове је произведена 1938. године. У току рата известан број авиона су заробили Немци и Руси и наставили да их користе углавном за тренажу и курирску службу. Авиони овог типа који су пребегли у Литванију, Мађарску и Румунију реквирирани су и коришћени све време рата.
На основу уговора о лиценци у југословенској фабрици авиона Рогожарски направљено је 1935. године 3 примерка авиона РВД-8. Сва три авиона Рогожарског су имали чехословачке моторе Валтер НЗ-120 (Walter NZ-120), снаге 88 kW. Авиони РВД-8 су коришћени у Аеро-клубу за обуку спортских пилота и носили су цивилне ознаке YU-PCY, YU-PCZ i YU-PDM. Летели су до почетка рата, даља судбина им је непозната.

## Земље које су користиле овај авион
| - Бразил - Југославија - Пољска - Румунија - Мађарска - Естонија | - Летонија - СССР - Шпанија - Израел - Мароко - Нацистичка Немачка |